# Basic Channel
Basic Channel est un duo allemand de musiciens et producteurs de musique électronique basé à Berlin, formé de Moritz von Oswald (né en 1962) et Mark Ernestus (né en 1963). Basic Channel est également le nom du label sur lequel la plupart des compositions du duo ont été publiées. 
Basic Channel est à l'origine, au début des années 1990, de la techno minimale et de la dub techno, véritable phénomène musical à Berlin qui s'étend depuis 2003 environ au reste de l'Europe et aux États-Unis.
Les maxis du label ont connu trois éditions successives : une première édition limitée sur vinyle coloré, une seconde en vinyle noir courant, puis en 2003 une réédition sur vinyle transparent marbré.

## Discographie du label Basic Channel
- BC-01 - Cyrus - Enforcement (12″, 1993) (Jeff Mills Remix)
- BC-02 - Basic Channel - Phylyps Trak (12″, 1993)
- BC-03 - Basic Channel - Lyot Rmx (12″, 1993)
- BC-04 - Basic Channel - Q.1.1 (12″, 1993)
- BC-05 - Cyrus - Inversion (12″, 1994)
- BC-06 - Basic Channel - Quadrant Dub (12″, 1994)
- BC-07 - Basic Channel - Octagon / Octaedre (12″, 1994)
- BC-08 - Basic Channel - Radiance (12″, 1994)
- BC-09 - Basic Channel - Phylyps Trak II (12″, 1994)
- BC-BR - Paperclip People - Basic Reshape (12″, 2004)
- BC-QD - Quadrant - Infinition / Hyperprism (12″, 2004)
- BCD - Basic Channel - BCD (CD, 1995)
- BCD-2 - Basic Channel - BCD-2 (CD, 2008)

## Pseudonymes du duo Basic Channel
- Cyrus
- Maurizio
- Phylyps
- Quadrant
- Radiance
- Rhythm & Sound
- Round One, Round Two, Round Three, Round Four, Round Five

## Sous-divisions du label Basic Channel
- Maurizio
- Chain Reaction
- Basic Replay
- Main Street Records
- Wackies
- Rhythm & Sound
- Burial Mix